# Tahula-Reo
Tahula-Reo este o arie protejată (arie specială de conservare — SAC, sit de importanță comunitară — SCI) din Estonia întinsă pe o suprafață de 582,3 ha, integral pe uscat.

## Localizare
Centrul sitului Tahula-Reo este situat la coordonatele 58°18′26″N 22°37′07″E / 58.3072°N 22.6187°E.

## Înființare
Situl Tahula-Reo a fost declarat sit de importanță comunitară în aprilie 2004 pentru a proteja 1 specie de plante. Situl a fost protejat și ca arie specială de conservare în mai 2007.

## Biodiversitate
Situată în ecoregiunea boreală, aria protejată conține 6 habitate naturale: Formațiuni de Juniperus communis pe lande sau pajiști calcaroase, Alvar nordic și șisturi calcaroase precambriene, Mlaștini alcaline, Taiga vestică, Păduri caducifoliate bătrâne naturale hemiboreale fino-scandinave (Quercus, Tilia, Acer, Fraxinus sau Ulmus) bogate în specii epifite, Păduri caducifoliate de mlaștină fino-scandinave.
La baza desemnării sitului se află o specie protejată de  plante: Tortella rigens.
Pe lângă speciile protejate, pe teritoriul sitului au mai fost identificate 2 specii de plante.